# Itapoá
Itapoá este un oraș în Santa Catarina (SC), Brazilia.